# Netelia antipodum
Netelia antipodum är en stekelart som först beskrevs av Joseph Vachal 1907.  Netelia antipodum ingår i släktet Netelia och familjen brokparasitsteklar. Inga underarter finns listade i Catalogue of Life.